# 阿齐奥
阿齐奥（義大利語：Azzio），是意大利瓦雷泽省的一个市镇。总面积2平方公里，人口808人，人口密度404.0人/平方公里（2009年）。国家统计（ISTAT）代码为012007。